# Elisabeth Kals
Elisabeth Kals (* 1966) ist eine deutsche Psychologin und Professorin an der Katholischen Universität Eichstätt-Ingolstadt. 

## Leben und Wirken
Kals legte 1985 das Abitur am humanistischen Kaiser-Karls-Gymnasium in Aachen ab. Ihr anschließendes Studium der Psychologie an der Universität Trier, währenddessen sie ein  Auslandssemester an der englischen University of Reading absolvierte, beendete sie 1991 mit einer Diplomarbeit zum Thema Umweltpsychologie unter der Leitung von Leo Montada. Die Promotion erfolgte 1993 summa cum laude mit der Dissertation Ökologisch relevante Verbotsforderungen, Engagement- und Verzichtbereitschaften am Beispiel der Luftqualität in Trier, wo sie sich 1998 auch habilitierte.
1999 forschte Kals an der Commonwealth Scientific and Industrial Research Organisation (CSIRO) in Perth. Sie untersuchte die Bereitschaft zu Umweltschutz bezüglich der vorherrschenden Wasserknappheit sowie Fragen der Gerechtigkeit und Lösung von Konflikten. Im Anschluss daran schloss sie ihre Ausbildung zur Mediatorin ab. 
Kals arbeitete von 1999 bis 2002 als Privatdozentin an der Universität Trier. 2002 dozierte sie außerdem an der Universität der Bundeswehr München und vertrat dort 2003 den Lehrstuhl für Bildungswissenschaften. 2008 war sie Gastdozentin am Mokdong Institute of Family Therapy and Mediation (Seoul).
Seit 2003 forscht sie an der Katholischen Universität Eichstätt-Ingolstadt und hat dort die Professur am Lehrstuhl für Sozial- und Organisationspsychologie inne. Im Rahmen ihrer Arbeit an dieser Universität war Kals von 2010 bis 2013 Studiendekanin für Psychologie und von 2013 bis 2015 Dekanin der Philosophisch-Pädagogischen Fakultät. Seit 2017 ist sie Mitglied der Präsidialkommission für Forschung und Lehre sowie seit 2019 Mitglied des Hochschulrates.
Kals ist zudem seit 2015 Prüferin von weiterführenden Studiengängen an der Fernuniversität in Hagen.

## Forschungsschwerpunkte
Kals Forschungsschwerpunkte liegen in der Sozialpsychologie und Organisationspsychologie und umfassen inhaltlich die Analyse, Erklärung und Veränderung menschlichen Handelns und Erlebens. Verantwortung, bürgerschaftliches Engagement und Freiwilligenarbeit in verschiedenen Handlungsfeldern bilden dabei einen besonderen Schwerpunkt, etwa Handeln in Organisationen, im Gesundheits- oder Umweltschutz. Zudem forscht sie im Bereich Gerechtigkeits- und Emotionspsychologie sowie in der Konfliktforschung zur  Lösung von Konflikten mittels Mediation. Außerdem unterstützt sie seit 2018 das Programm „Mensch in Bewegung“, eine Initiative der Katholischen Universität Eichstätt-Ingolstadt und der Technischen Hochschule Ingolstadt.

## Mitgliedschaften (Auswahl)
- Mitglied des Beirats der Fachzeitschrift Konfliktdynamik (seit 2011)
- Mitglied im Zertifizierungsausschuss Psychologische/r Mediator/Mediatorin BDP (seit 2015)
- Deutscher Hochschulverband
- Deutsche Gesellschaft für Psychologie[1]

## Veröffentlichungen (Auswahl)
- Verantwortliches Umweltverhalten. Umweltschützende Entscheidungen erklären und fördern. Beltz PVU, Weinheim 1996, ISBN 3-621-27313-1.
- als Hrsg.: Umwelt und Gesundheit. Die Verbindung ökologischer und gesundheitlicher Ansätze. Beltz PVU, Weinheim 1998, ISBN 3-621-27397-2.
- mit Leo Montada: Mediation. Lehrbuch für Psychologen und Juristen. Beltz PVU, Weinheim 2001,  ISBN 3-621-27492-8.
- Arbeits- und Organisationspsychologie. Beltz PVU, Weinheim 2006, ISBN 3-621-27584-3.
- mit Heidi Ittner: Wirtschaftsmediation. Hogrefe, Göttingen 2008, ISBN 978-3-8017-2016-2.
- Arbeits- und Organisationspsychologie kompakt. Beltz PVU, Weinheim 2009, ISBN 978-3-621-27757-0.
- mit Jürgen Hellbrück: Umweltpsychologie. Springer VS, Wiesbaden 2012, ISBN 978-3-531-17131-9.
- als Hrsg. mit Jürgen Maes: Justice and conflicts. Theoretical and empirical contributions. Springer Berlin/Heidelberg 2012, ISBN 978-3-642-19034-6.
- mit Leo Montada: Mediation. Psychologische Grundlagen und Perspektiven. 3. überarb. Aufl. Beltz, Weinheim 2013, ISBN 978-3-621-27951-2.
- mit Patricia Heinemann: Mentoring unbegleiteter Minderjähriger. Ein Manual zur Förderung geflüchteter Kinder und Jugendlicher. Kohlhammer, Stuttgart 2019, ISBN 978-3-17-036020-4.
- mit Kathrin Thiel, Susanne Freund: Handbuch zur Konfliktlösung im Ehrenamt. Kohlhammer, Stuttgart 2019, ISBN 978-3-17-035443-2.